# ۳۳۷ (پیش از میلاد)
۳۳۷ (پیش از میلاد) ۳۳۷مین سال قبل از تقویم میلادی است.